# La ninfa Arnina
La ninfa Arnina, o Ninfa dell'Arno, anche nota semplicemente come Arnina, è un'opera scultorea dello scultore italiano Lorenzo Bartolini. Ne esistono alcuni modelli in gesso, incluso uno conservato alla galleria dell'Accademia di Firenze, mentre le fonti citano varie traduzioni nel marmo di questo soggetto.

## Storia
Il primo modello in gesso di quest'opera venne realizzato da Lorenzo Bartolini tra il 1816 e gli inizi del 1818, quando venne citato in un'ode del poeta Francesco Benedetti come una “bella Oceanina / che […] lieve lieve si asterge il molle grembo”. I dati documentari sulle varie versioni marmoree di quest'opera sono in realtà apparentemente chiari, come dimostrano le ricerche contenute nel catalogo della mostra "Lorenzo Bartolini: scultore del bello naturale" svoltasi nel 2011.
Secondo una lettera della gentildonna inglese Mary Berry, inviata al duca di Devonshire in data 18 ottobre del 1820, Bartolini stava traducendo nel marmo l'opera per conto di un tale signor Morritt di Rokeby Hall. L'opera, tuttavia, sarebbe divenuta di proprietà di un signorotto di campagna inglese, Charles March Phillips. John Kenworthy-Browne, uno studioso britannico, ipotizzò che il signor Morritt possa aver ceduto la commissione al signor Phillips, che potrebbe essere lo stesso individuo citato in un elenco di opere bartoliniane con il nome di "Monsieur Filips". Si è persino ipotizzato che Bartolini abbia potuto scolpire due versioni dell'opera per due acquirenti inglesi diversi.
Sembra essere falsa la notizia secondo la quale Bartolini, intorno al 1825, avrebbe scolpito una versione marmorea della Ninfa su commissione di Giovanni degli Alessandri, l'allora presidente dell'accademia di belle arti di Firenze: è probabile che lo scultore si sia limitato a dedicargli una statua già finita dalla quale venne tratto un calco in gesso.
Nel 1834, una versione marmorea di questa Ninfa venne acquistata da Jean-Gabriel Eynard, un banchiere svizzero, che la pose nel proprio hôtel particulier a Parigi, come testimonia un dagherrotipo conservato alla biblioteca di Ginevra. L'opera venne terminata in tempo per essere esposta al Salone che si svolse a Parigi nel 1841. Inoltre, all'Esposizione italiana del 1861 venne esposta un'altra copia in marmo di questo soggetto, presentata da Pasquale Romanelli, che aveva ereditato i gessi del maestro.
Nel 2013, Kenworthy-Browne, dopo varie ricerche, riscoprì un esemplare marmoreo dell'Arnina in una collezione privata inglese. Tra il 2014 e il 2015, questa statua venne esposta a Firenze accanto a uno dei modelli in gesso in occasione di una mostra svoltasi nella gipsoteca della galleria dell'Accademia.

## Descrizione
L'opera fu una delle prime statue a figura intera che l'artista toscano scolpì nel marmo dopo il suo rientro da Parigi. La scultura ritrae una giovane nuda appoggiata su un masso coperto da un panno, con il quale, secondo il poeta Benedetti, ella deterge il proprio grembo. La giovane è leggermente piegata in avanti e, attraverso una leggera torsione del collo, si volta verso la propria destra, con un'espressione pensosa. Come specifica il titolo dell'opera, la fanciulla è una ninfa dell'Arno, il fiume che bagna Firenze, ma potrebbe anche essere una personificazione dello stesso fiume. Un critico francese, dopo aver visto l'opera al Salone del 1841, descrisse questa ninfa come una "ragazzina ingenua che potrebbe spaventarsi per poco o nulla", affermando che persino il vento che soffia tra i rami la spingerebbe a trovare riparo presso i salici. Ne lodò comunque il profilo "greco", tipico delle opere neoclassiche.